# Basílica de Sant'Abbondio

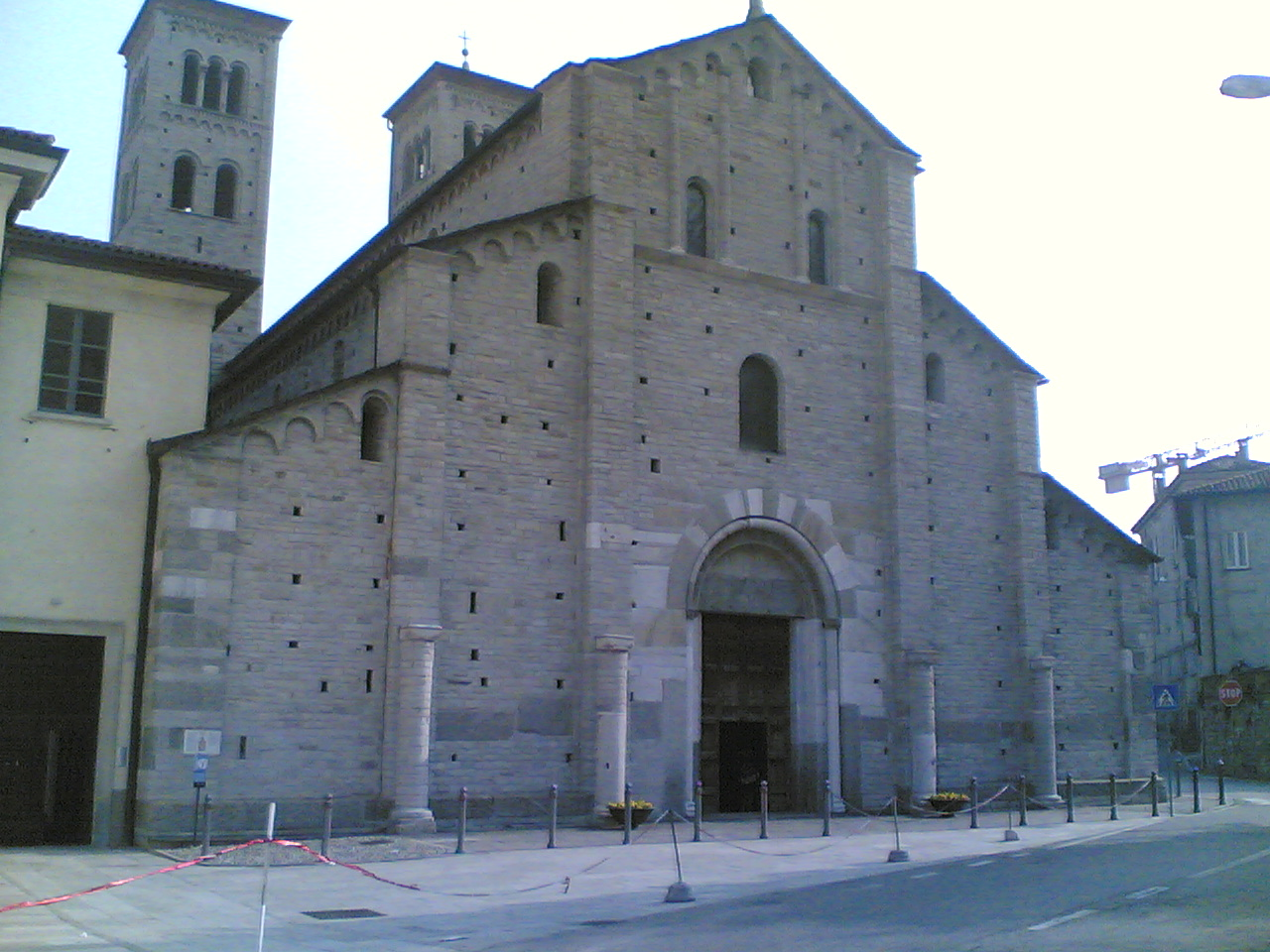
Fachada de la basílica de Sant'Abbondio.

La basílica de Sant'Abbondio en Como, Italia, fue edificada en el lugar de un templo paleocristiano anterior (dedicado a los apóstoles Pedro y Pablo) por iniciativa de San Amancio de Como (muerto en el año 448), tercer obispo de Como tras San Félix y San Provino y predecesor de Abondio, patrono de toda la diócesis. Tras un viaje a Roma, Amancio trajo algunas reliquias de los apóstoles Pedro y Pablo y para ellas hizo edificar una nueva iglesia, más allá del río Cosia, a lo largo de la Via Regina.
Esa basílica sirvió de sede a la cátedra episcopal desde 1013, cuando el obispo Alberico —entonces canciller del emperador Enrique II—, trasladó la sede al interior de los muros de la ciudad, hasta el 1017. Luego, el edificio fue confiado a monjes benedictinos, quienes entre el año 1050 y 1095, reedificaron la iglesia con un estilo románico, con cinco naves y la dedicaron al sucesor de Amancio. Esto sucedió el 13 de junio de 1095 cuando el papa Urbano II consagró la nueva basílica.

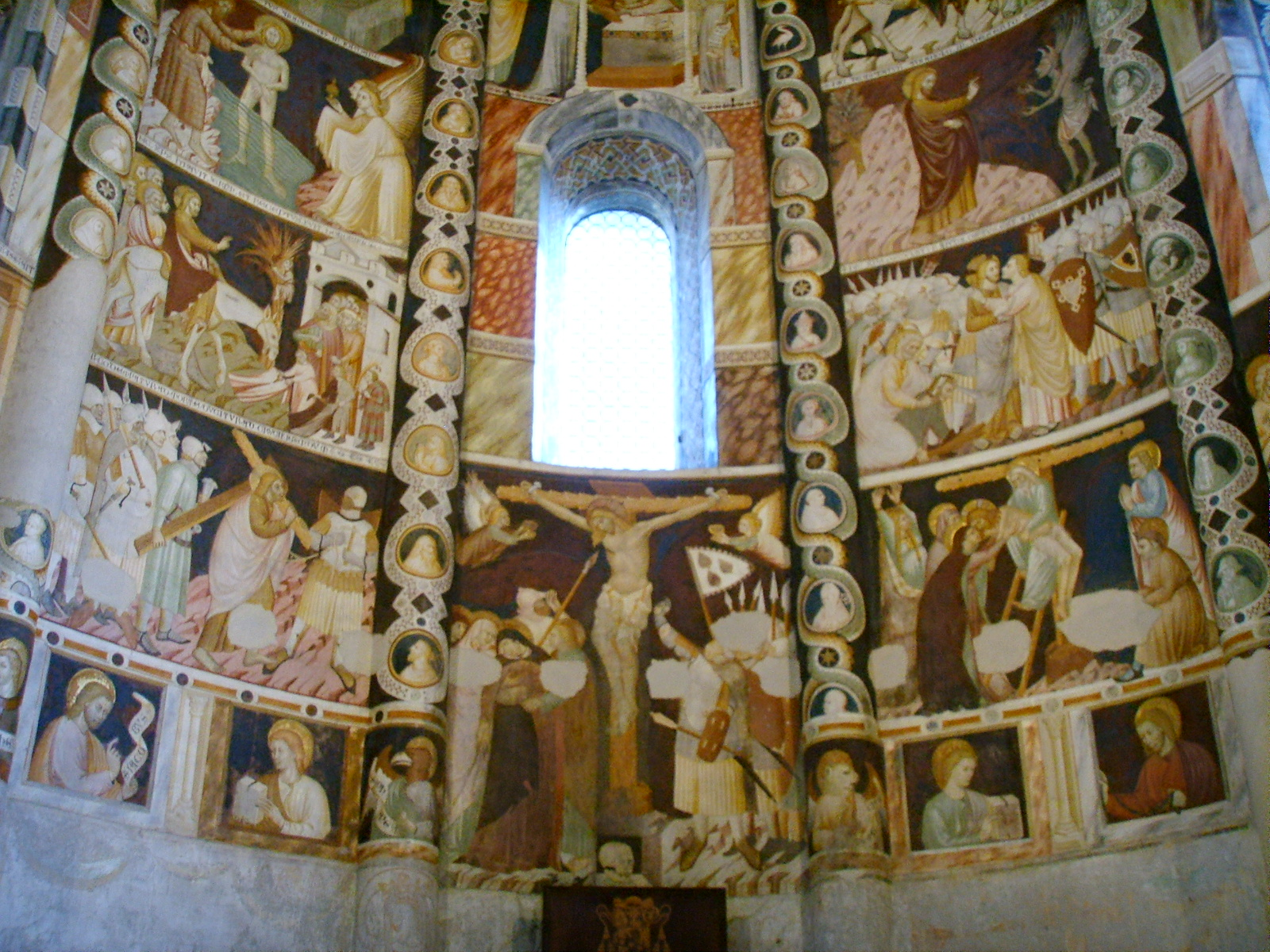
Frescos del ábside.

Las naves son bastante elevadas. El sentido de altitud y verticalidad se da también por los dos campanarios gemelos colocados en la zona del ábside, distribución común en la zona renana pero rara en Italia. La proximidad de la ciudad con los valles de los Alpes -que son vías de comunicación con los países vecinos- ha garantizado la influencia recíproca: el mismo motivo explica el fuerte verticalismo del interior de la basílica, que demuestra la vitalidad de la tradición tardo-antigua (sobre todo en la fachada, pues tanto los contrafuertes como las semicolumnas evidencian la partición interna de las naves). La iglesia hospeda algunos bajorrelieves románicos y una serie completa de frescos de la mitad del siglo XIV. Bajo el altar mayor se conservan las reliquias de san Abondio.
Junto a la basílica, el monasterio medieval fue restaurado y es la sede de la facultad de Derecho de la Universidad de los estudios de Insubria.
Las estructuras de la basílica paleocristiana, descubiertas durante los trabajos de restauración que se comenzaron en 1863, se muestran todavía en el piso de la iglesia con placas de mármol oscuro, mientras que el mármol claro indica lo más reciente.